# 劉世用
劉世用（1503年—1562年），字汝賢，號祿軒，直隸保定府祁州束鹿縣人，明朝政治人物。

## 生平
治《詩經》，嘉靖七年（1528年）由國子生中式戊子科順天府鄉試第五十四名舉人，嘉靖十一年（1532年）壬辰科會試第一百五十七名，登第三甲第三十八名進士。觀禮部政，授临汾知县，陞太原府同知，河南僉事，陝西右參議，陝西副使，左參政卒。

## 家族
曾祖劉全；祖劉良；父劉憲；母趙氏。具慶下，妻王氏。行二，兄世遷，弟世豪；世徵；世選。